# Полихлоровани бифенили
Полихлоровани бифенил (PCB) је органохлорно једињење. Највише се употребљава у трансформаторима као расхладни медиј (Пираленско уље), не проводи струју и подноси високе температуре (до 1700 °C). Синтетизован је у Америци (отприлике 1925. године), а забрањен 1977. године због канцерогеног мутагеног и тератогеног ефекта. У Европи је забрањен 2001. године а потпуна замјена са минералним уљем се очекује до 2008. године.